# Chirixalus simus
Chirixalus simus är en groddjursart som först beskrevs av Annandale 1915.  Chirixalus simus ingår i släktet Chirixalus och familjen trädgrodor. Inga underarter finns listade i Catalogue of Life.
Den största populationen registrerades i delstaterna Västbengalen och Assam i östra Indien. Några mindre populationer hittades i södra Bangladesh. Antagligen är hela utbredningsområdet större än hittills känt. Detta groddjur lever i låglandet. Individerna vistas i skogar och buskskogar. Honor fäster sina ägg på vattenväxter i pölar.
För beståndet är inga hot kända. IUCN kategoriserar arten globalt som livskraftig.